# Crateva tapia
Crateva tapia är en kaprisväxtart som beskrevs av Carl von Linné. Crateva tapia ingår i släktet Crateva, och familjen kaprisväxter. Utöver nominatformen finns också underarten C. t. glauca.

## Bildgalleri

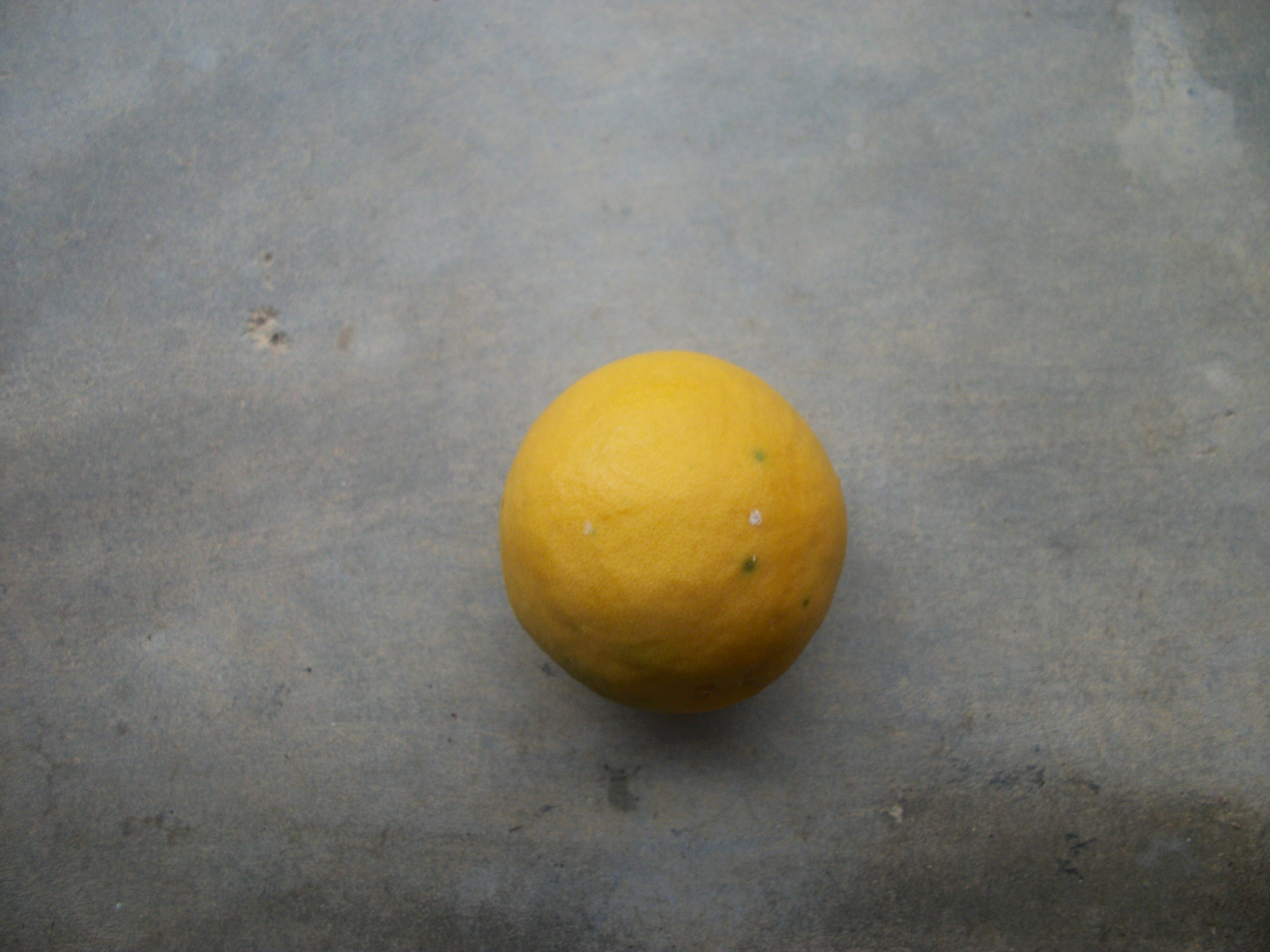
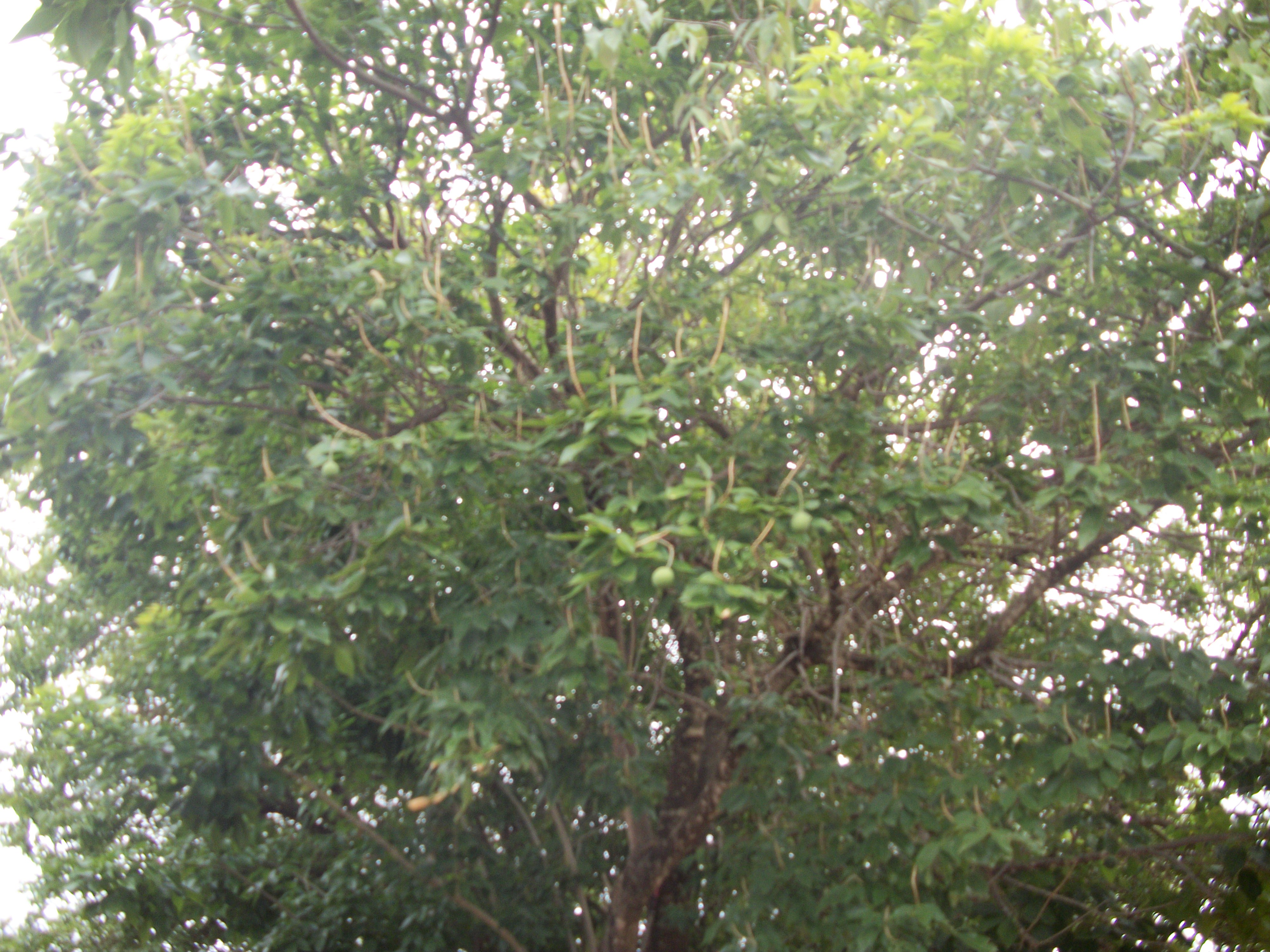